# Thomas Jordan (medic)
Thomas Jordan (n. 1539, Cluj, Regatul Ungariei Răsăritene – d. 6 februarie 1585, Brünn, Monarhia Habsburgică), numit din 1562 Jordanus și din 1570 Joranus z Klauznburgku / von Klausenburg (precum și Jordán Tamás sau Tomáš Jordán), a fost un medic și un învățat de origine transilvană.

## Origine
Tatăl lui, Hans Jordan, s-a mutat la Cluj în 1520 - din zona vorbitoare de germană de sus - împreună cu prima sa soție, Anna (născută Selge). Se știe doar că a fost ales centumvir al sfatului orașului Klausenburg/Cluj în 1535. În 1552 era considerat proprietar al minelor de argint din Offenburg/Baia de Arieș (Munții Apuseni). Era evident înstărit, deoarece deținea o moșie în Appesdorf (Kolozsmonostor, Cluj-Mănăștur) și o casă în Cetatea Veche a Clujului. Thomas Jordan provenea din a doua sa căsătorie cu Magdalena (căsătorie în 1539).

## Biografie
Jordan a urmat cursurile gimnaziului luteran din Klausenburg/Cluj și s-a înscris la Universitatea din Wittenberg pe 23 noiembrie 1555. Acolo a studiat filosofia. În 1559 sau în 1560 s-a transferat la Universitatea din Paris, probabil sub influența fostului său coleg de studii Hubert Languet. Ulterior, el însuși a afirmat că a studiat filosofia și medicina acolo. La 1 octombrie 1561 s-a înscris la Universitatea din Montpellier, unde a devenit studentul preferat al celebrului medic și naturalist Guillaume Rondelet. Aici a locuit cu profesorul său Laurentius Joubert. În 1562, împreună cu Leonhard Rauwolff, a obținut titlul de doctor în medicină la Universitatea calvinistă din Valencia. S-a înscris apoi la Universitatea din Basel, dar a plecat în nordul Italiei după o scurtă perioadă. Pe drum l-a vizitat pe medicul orașului Zürich și importantul naturalist Conrad Gessner. La 23 octombrie 1562 s-a înscris la Universitatea din Padova, unde l-a numărat pe Paolo Grassi printre profesorii săi. După o perioadă petrecută la Universitatea din Pisa, în februarie 1564 a plecat la Universitatea din Bologna, unde a urmat în principal cursurile de matematică și filosofie ale lui Girolamo Cardano. În 1565 a stat cu Bartolomeo Eustachi la Roma înainte de a călători la Viena. Acolo, la 23 ianuarie 1566, doctoratul său a fost confirmat de facultatea de medicină a Universității din Viena.
Jordan a fost numit medic de campanie în contextul Războiului Austro-Otoman după 1550 sub împăratul Maximilian al II-lea. În această perioadă, Jordan a diagnosticat tifosul izbucnit în taberele trupelor imperiale. Acesta nu este singurul motiv pentru care se spune că s-a bucurat de o bună reputație în rândul autorităților. După campanie, Jordan s-a stabilit în cele din urmă în Brno în 1569, după opriri în Karlovy Vary și Praga. Acolo a fost numit Protomedicus de către stările morave, precum și medic al Margrafiatului Moraviei, și a fost ridicat la nobilime încă din 1570 cu titlul de cavaler von Klausenburg/z Klauznburgku. În 1577 și 1578 a combătut cu succes o epidemie de sifilis în Brno.
După moartea sa, Jordan a fost înmormântat în Biserica minorită din Brno. După ce biserica a fost recatolicizată, pietrele funerare protestante au fost îndepărtate, probabil inclusiv cea a lui Jordan.

## Opere (selecție)
- De aquis medicatis Moraviae Commentariolus, Johann Wechel, Frankfurt pe Main, 1575.
- Thomas Jordani medici Pestis phaenomena seu de iis, quae circa febrem pestilentem apparent Exercitatio. Accedit Bezoar lapidie Descriptio, Wechel, Frankfurt pe Main, 1576.
- Brunno Gallicus seu Luis novae in Mora-via exortae Descriptio, Wechel, Frankfurt pe Main, 1577.
- Jordana z Klausenburgkie Knij o wodách hogitedlnych nep teplicech Morawskych, Brno, 1581.